# 8-й Латышский стрелковый Вольмарский полк
8-й Латы́шский стрелко́вый Вольмарский полк (латыш. 8. Valmieras latviešu strēlnieku pulks) — пехотная стрелковая воинская часть Русской императорской армии. Латышское военное национальное формирование в Первой мировой войне.
Полк начали формировать в ноябре 1915 года. Дата формирования — 3 марта 1916 года.

## Командиры полка
- c 01.12.1915 — капитан армейской пехоты Имак Иоган Микелович (Иван Микелович), командир (командующий)
- c 19.04.1916 — подполковник армейской пехоты Франц Густав Фридрихович, командир (командующий), с 21.01.1917 года — полковник армейской пехоты
- c 02.1917 — капитан Авен Петр Яковлевич

## Офицерский состав
- Авен Петр Яковлевич, капитан, старший офицер, командир роты;
- Аплоцин Людвиг Фрицевич, поручик (ст. 15.10.1916) — (ВП от 14.01.1917 года, стр.5); — штабс-капитан; — младший офицер 7-й роты 8-го Латышского стрелкового Вольмарского полка;
- Блюмберг Карл Егорович, Блумберг Карл Егорович, прапорщик, младший офицер, заведующий обозом 1-го разряда (в 1917) (база Волкова)
- Богородский Евгений Николаевич, подпоручик
- Бояр Карл Янович, штабс-капитан
- Букка Георгий , прапорщик запаса армейской пехоты, подпоручик запаса армейской пехоты (ст. 10.11.1916) — (ВП от 14.01.1917 года, стр.10); — младший офицер 7-й роты 8-го Латышского стрелкового Вольмарского полка;
- Версан Роберт Мартынович, прапорщик
- Виллер Владимир Андреевич, штабс-капитан (база Волкова)
- Виллюмс , подпоручик, поручик (ст. 03.11.1916) — (ВП от 14.01.1917 года, стр.5); — младший офицер 5-й роты 8-го Латышского стрелкового Вольмарского полка;
- Грезе 1-й Роберт Вильгельмович, прапорщик
- Двешлер , прапорщик, младший офицер 8-й роты 8-го Латышского стрелкового Вольмарского полка;
- Звайгзне Иван Иванович, штабс-капитан
- Звирбул , прапорщик, младший офицер 8-го Латышского стрелкового Вольмарского полка;
- Зусне Отто-Эрнест Кримьянович, подпоручик
- Карлсон Роберт Эрнстович, подпоручик, поручик (ст. 03.11.1916) — (ВП от 14.01.1917 года, стр.5); штабс-капитан — младший офицер 3-й роты 8-го Латышского стрелкового Вольмарского полка;
- Керзум Карл Петрович, (Керзум Карп Петрович), штабс-капитан, младший офицер, командир роты;
- Крейцберг Жанно Матвеевич, прапорщик
- Крумульд Вит Янович, прапорщик, поручик (ст. 03.11.1916) — (ВП от 14.01.1917 года, стр.5); — младший офицер 7-й роты 8-го Латышского стрелкового Вольмарского полка;
- Круминь Вит, прапорщик, поручик (ст. 03.11.1916) — (ВП от 14.01.1917 года, стр.5); — младший офицер 4-й роты 8-го Латышского стрелкового Вольмарского полка;
- Круминь Ян, прапорщик, поручик (ст. 03.11.1916) — (ВП от 14.01.1917 года, стр.5); — младший офицер 4-й роты 8-го Латышского стрелкового Вольмарского полка;
- Крумульд Ян-Эдуард Янович, прапорщик, поручик (ст. 03.11.1916) — (ВП от 14.01.1917 года, стр.5); — младший офицер 7-й роты 8-го Латышского стрелкового Вольмарского полка;
- Лазнер Эрик Георгиевич, поручик
- Маген Николай Викторович, Моген Николай Викторович, прапорщик, подпоручик
- Олисов , подпоручик (ст. 01.10.1916) — (ВП от 14.01.1917 года, стр.4);
- Олуп Вольдемар Александрович, подпоручик
- Озолс Вольдемар-Оскар Ансович, штабс-капитан — c 19.02.1916
- Орр 2-й Александр Иванович, прапорщик, младший офицер 8-й роты;
- Орр 1-й Иван Иванович, прапорщик, младший офицер 8-й роты;
- Петрович Павел Петрович, прапорщик
- Пимберг Альфред Давыдович, Кимберг Альфред Давидович, прапорщик
- Розенберг Герман Альфредович, поручик
- Роте Иван Борисович, прапорщик
- Свирский Иван, прапорщик, подпоручик (ст. 15.10.1916) — (ВП от 14.01.1917 года, стр.9); — младший офицер 7-й роты 8-го Латышского стрелкового Вольмарского полка;
- Скуя Петр Петрович, поручик
- Упесиозуп Альфред Томович, прапорщик, с 16.01.1917 подпоручик, с ? поручик (на 10.07.1917)  (недоступная ссылка),  (недоступная ссылка) («Ужегозуб»)
- Франц Густав Фридрихович, полковник, командир полка
- Эглит Иван Иванович, прапорщик, младший офицер, и.д. адъютанта 1-го батальона 8-го Латышского стрелкового Вольмарского полка — на 14.12.1917 года;
- Эйман , прапорщик
- Эсин , прапорщик
- Янсон Александр Александрович, поручик

## Георгиевские кавалеры
- кавалеры ордена Святого Георгия 4-й степени:
- Звайгзне Иван Иванович, штабс-капитан (ПАФ от 28.08.1917).
- Керзум Карл Петрович, штабс-капитан (ВП от 17.04.1916)

- кавалеры Георгиевского оружия:
- Авен Петр Яковлевич, капитан (Приказ по 12-й армии от 31.05.1917 № 548).
- Бояр Карл Янович, штабс-капитан (ПАФ от 28.08.1917).
- Аплоцин Людвиг Фрицевич, штабс-капитан (ПАФ от 11.09.1917).

## Архивы
РГВИА. Ф. 3461. 8-й Вольмарский латышский стрелковый полк. 1915—1917 гг. 64 ед. хр.